# De Ontsluiters van Vreugde

De Ontsluiters van Vreugde ou Ontsluyters van vreughden et Ontsluyters des vreughden (ainsi appelée en 1518 ; Les Dispensateurs du plaisir), est une chambre de rhétorique de Steenvoorde dans le métier de Cassel en Flandre.

## Bref historique
Le 6 novembre 1518, la chambre de rhétorique De Fonteine de Gand conféra un diplôme sous forme d'extrait baptistère à celle de Steenvoorde.  En 1520, la « Retoryke van Steenvoorde » prit part à un concours à Nieuport dans le cadre de la procession du Saint-Sacrement (et de nouveau en 1540).  En 1531, une compétition fut organisée à Steenvoorde à laquelle participait une chambre de Furnes.  En 1560, la société prit part à un concours à Dixmude.
La chambre remplissait encore un rôle bien au-delà du XVIe siècle.  Ainsi se rendit-elle au concours de Poperinge en 1782 et remporta-t-elle le troisième prix au combat théâtral offert, en 1786, par les Royaerts de Bergues-Saint-Winoc.
Le patron de cette chambre était saint Pierre.

## Ressources

### Sources
- (nl) Bruaene (van), Anne-Laure.  Repertorium van rederijkerskamers in de Zuidelijke Nederlanden en Luik 1400-1650 (Répertoire numérique des chambres de rhétorique des Pays-Bas méridionaux et de la principauté de Liège, de 1400 à 1650), [En ligne], [s. d.], réf. du 28 juillet 2014.  [www.dbnl.org].
- (fr) Carnel, Désiré.  « Les Sociétés de rhétorique et leurs représentations dramatiques chez les Flamands de France », Annales du Comité flamand de France, Moedertael en Vaderland, tome V, 1859-1860, p. 32-33, 65.
- (fr) Serna Santander (de la), Carlos Antonio.  Mémoire historique sur la bibliothèque dite de Bourgogne, Bruxelles, A.J.D. De Braeckenier, 1809, p. 196.

#### Sur la littérature néerlandaise
- Littérature néerlandaise.

#### Sur les chambres de rhétorique
- Chambre de rhétorique ;
- Landjuweel.

#### Quelques chambres de rhétorique
- La chambre de rhétorique De Avonturiers (Warneton) ;
- La chambre de rhétorique De Baptisten (Bergues) ;
- La chambre de rhétorique Het Bloemken Jesse (Middelbourg) ;
- La chambre de rhétorique Den Boeck (Bruxelles) ;
- La chambre de rhétorique De Corenbloem (Bruxelles) ;
- Eerste Nederduytsche Academie (Amsterdam) ;
- La chambre de rhétorique De Egelantier (Amsterdam) ;
- La chambre de rhétorique De Gheltshende (Bailleul) ;
- La chambre de rhétorique De Lelie (Bruxelles) ;
- La chambre de rhétorique 't Mariacransken (Bruxelles) ;
- La chambre de rhétorique De Olijftak (Anvers) ;
- La chambre de rhétorique De Persetreders (Hondschoote) ;
- La chambre de rhétorique De Royaerts (Bergues) ;
- La chambre de rhétorique Sainte-Anne (Enghien) ;
- La chambre de rhétorique Saint-Michel (Dunkerque) ;
- La chambre de rhétorique De Violette (Bruxelles) ;
- La chambre de rhétorique De Violieren (Anvers) ;
- La chambre de rhétorique De Witte Angieren (Haarlem).